# Хранитель пламени (фильм)
«Хранитель пламени» (англ. Keeper of the Flame) — американский драматический фильм 1943 года киностудии Metro-Goldwyn-Mayer (MGM). Режиссёром выступил Джордж Кьюкор, а главные роли исполнили Спенсер Трейси и Кэтрин Хепбёрн.
Сценарий Дональда Огдена Стюарта был основан на одноимённом романе 1942 года писательницы И. А. Р. Уайли. Хепбёрн исполняет роль вдовы известного общественного деятеля, внезапно погибшего в результате аварии, в то время, как Трейси изображает бывшего военного корреспондента, который намеревается написать льстивую биографию умершего, чтобы выяснить, какой тайной окутана его смерть. Сценарист Стюарт рассматривал сценарий как самый изысканный момент всей его карьеры, почувствовав правоту направления, поскольку он полагал, что Голливуд на протяжении нескольких лет «наказывал его» за политические взгляды. Основной процесс съёмок начался в последнюю неделю августа 1942 года, спустя четыре месяца после публикации романа американским издательством Random House. Вся кинокартина была снята в звуковом павильоне, без съёмок на определённых локациях. 
Кинолента была показана для сотрудников Кинобюро Американского управления военной информации 2 декабря 1942 года, где начальник бюро Лоуэлл Миллетт не одобрил её. В четверг 18 марта 1943 года, «Хранитель пламени» был плохо принят после показа в Радио-сити-мьюзик-холл. Глава MGM Луис Барт Майер выбежал из кинотеатра, и был разгневан тем, что он одобрял создание фильма, где богатство приравнивается к фашизму. Республиканские члены Конгресса США выразили недовольство по поводу неуместной политики фильма и потребовали, чтобы Уилл Х. Хэйс, президент Кодекса кинопроизводство, создал специальные рекомендации для пропагандирующих кинопроектов. Сам Кьюкор был более чем недоволен картиной и считал её одной из худших своих работ.